# Kopani, Zolociv
Kopani (în ucraineană Копані) este un sat în comuna Ielîhovîci din raionul Zolociv, regiunea Liov, Ucraina.

## Demografie
Componența lingvistică a localității Kopani
     Ucraineană (100%)
Conform recensământului din 2001, toată populația localității Kopani era vorbitoare de ucraineană (100%).